# Little Burke River (Burke River)
Der Little Burke River ist ein Fluss im Osten des australischen Bundesstaates New South Wales. 

## Verlauf
Er entspringt im Küstengebirge von New South Wales westlich des Lake Avon. Der nur 16 Kilometer lange Fluss fließt durch vollkommen unbesiedeltes Gebiet nach Norden in den Lake Nepean und damit in den Burke River. 